# Park Jong-won
Park Jong-won ((박종원?, 朴鍾遠?); 12 aprile 1955) è un ex calciatore sudcoreano, di ruolo centrocampista.